# The Incredible Sarah
The Incredible Sarah é um filme britânico de 1976, do gênero drama, dirigido por Richard Fleischer e estrelado por Glenda Jackson e Daniel Massey.
A Incrível Sarah é a cinebiografia da lendária atriz Sarah Bernhardt, que arrebatou os palcos de todo o mundo na segunda metade do século XIX e início do seguinte.
O filme recebeu duas indicações ao Oscar, para direção de arte e figurinos.
Na opinião de Ken Wlaschin, este é um dos dez melhores trabalhos de Glenda Jackson no cinema.

## Sinopse
Em 1860, ainda adolescente, Sara Bernhardt é aprovada em um teste para a Comédie-Française. Na ocasião, ela faz um juramento: "ainda serei a maior atriz que já apareceu na face da Terra". Daí em diante, ela torna-se mãe fora do casamento, demonstra o desejo de dormir em um caixão e insiste em ser paga em ouro ao fim de cada apresentação. Em meio a tudo isso, trechos de "La Passant", "Phèdre", "La Dame aux Camélias" e "King Lear".

## Premiações
| Patrocinador                                            | Prêmio       | Categoria                              | Situação |
| ------------------------------------------------------- | ------------ | -------------------------------------- | -------- |
| Academia de Artes e Ciências Cinematográficas           | Oscar        | Melhor Direção de Arte Melhor Figurino | Indicado |
| Associação de Correspondentes Estrangeiros de Hollywood | Golden Globe | Melhor Atriz - Drama (Glenda Jackson)  | Indicado |

## Elenco
| Ator/Atriz         | Personagem          |
| ------------------ | ------------------- |
| Glenda Jackson     | Sara Bernhardt      |
| Daniel Massey      | Victorien Sardou    |
| Douglas Wilmer     | Montigny            |
| David Langton      | Duque De Morny      |
| Simon Williams     | Henri de Ligne      |
| John Castle        | Damala              |
| Edward Judd        | Jarrett             |
| Rosemarie Dunham   | Senhora Bernhardt   |
| Peter Sallis       | Thierry             |
| Bridget Armstrong  | Marie               |
| Yvonne Mitchell    | Mam'selle           |
| Margaret Courtenay | Madame Nathalie     |
| Maxwell Shaw       | Fadinard            |
| Patrick Newell     | Major               |
| Gawn Grainger      | Assistente de palco |